# Російське "авось"
Російське авось (укр. може) описує філософію поведінки або ставлення людини, яка ігнорує можливі проблеми чи неприємності та, водночас, не очікує чи не сподівається на відсутність негативних результатів чи наслідків. Це ставлення до життя як до непередбачуваного і переконання, що найкраще, що можна зробити — це розраховувати на удачу.

## Походження
Власне авось — російське слово, яке може вживатися як частка або іменник. Як частка авось близька за значенням до «сподіваюся» або «можливо». Коли використовується як іменник, авось означає «чиста удача» або «сліпа віра». Це означає мати надію, але не обов’язково на чомусь засновану. Культурно, з одного боку, це форма стійкості, а з іншого – форма фаталізму, коли людина не вживає жодних заходів, щоб врятуватися чи покращити своє становище, а покладається виключно на авось. Це є притаманним російському характеру, як і поняття судьба, що означає «доля».
Таке ставлення описано в романі Івана Гончарова «Обломов»; раніше Олександр Пушкін іронічно назвав Авося «російським шиболетом » («Євгеній Онєгін», розділ X).

## Дивіться також
- Авоська, або, можливо, сумка, поширена в колишньому Радянському Союзі, різновид господарської сумки у вигляді мішка-сітки.
- Besiyata Dishmaya, порівнянна концепція з іудаїзму
- Провидіння, схоже поняття з християнства
- Іншалла, подібне поняття з ісламу
- Шіката ґа най — фразеологічний зворот японській мові, який буквально перекладається як «неможна допомогти»